# دهه ۱۲۹۰ (خورشیدی)
دهه ۱۲۹۰ صد و بیست و نهمین دهه تقویم هجری خورشیدی است.